# Rathaus (Waltershausen)

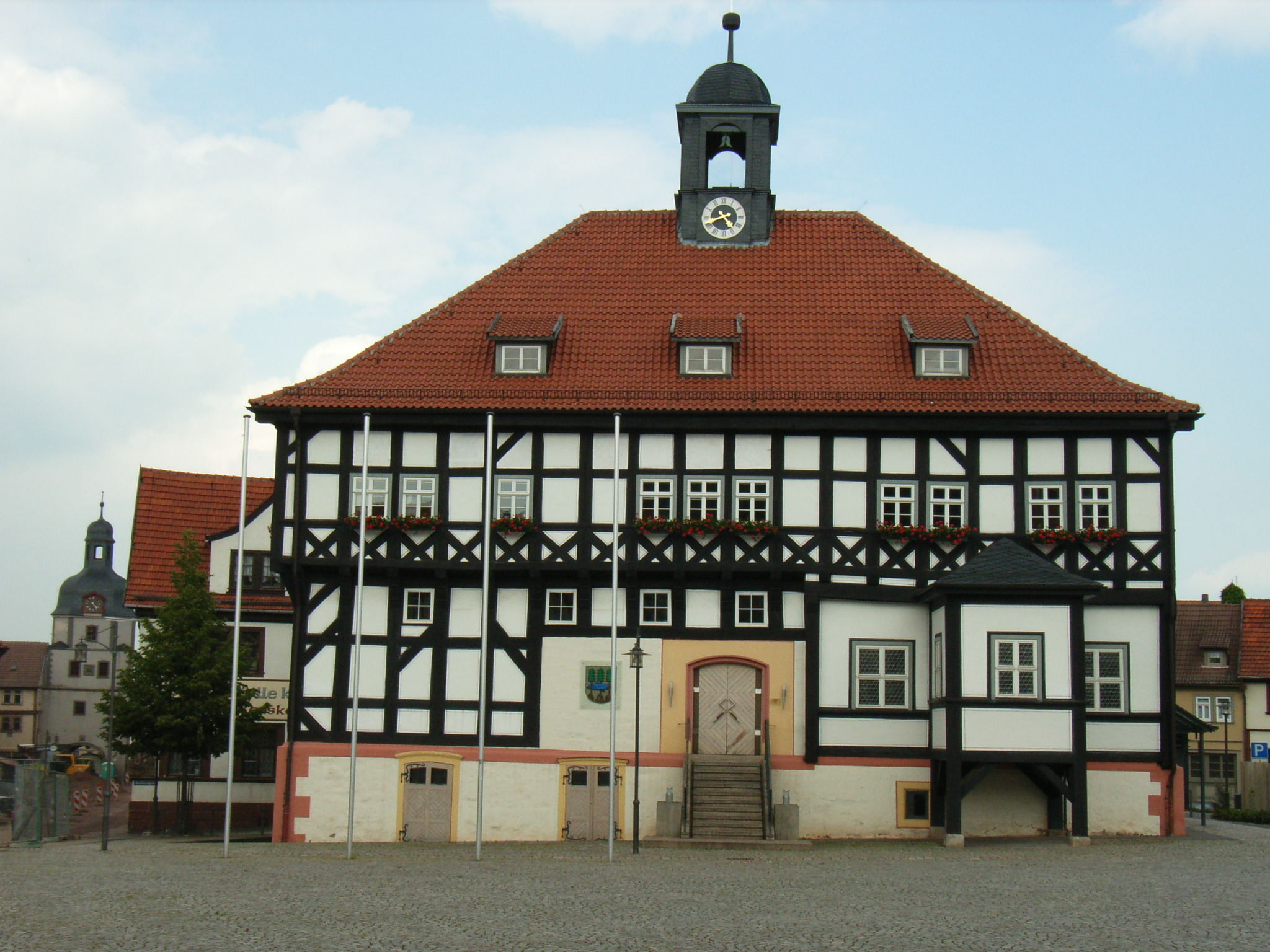
Rathaus Waltershausen

Das Rathaus Waltershausen steht am Markt 1 von Waltershausen, einer Stadt im Landkreis Gotha von Thüringen.

## Beschreibung
Das älteste thüringische Rathaus wurde 1441 als Fachwerkhaus über einem massiven Keller errichtet und im 16. Jahrhundert verändert. Bis 1994 war das zweistöckige Gebäude verputzt. Nach Freilegungsarbeiten wurde das Fachwerk mit Resten vom polychromen Gefach aus dem 16. Jahrhundert wieder sichtbar. Das Gebäude hatte ursprünglich ein Satteldach. Es wurde 1745 durch ein Walmdach mit Dachgauben ersetzt, aus dem sich ein Dachreiter erhebt. Die Seite zum Markt und die beiden Seiten der Giebel haben ein durchgehende Brüstung aus Andreaskreuzen, die untergeordnete Ostseite hat eine schmucklose Ständerbauweise. Mittig an der Westseite befindet sich das Portal mit profiliertem Gewände. Zur Bauzeit hatte das Gefach lediglich eine strukturierte Putzoberfläche. Das Kellergeschoss ist im südlichen Bereich mit einem Tonnengewölbe überspannt, die nördliche Hälfte hat ein Kreuzgratgewölbe auf einer Mittelsäule, das später eingebaut wurde. Der nördliche Kellerzugang mit profilierten Gewänden und segmentbogiger Überwölbung sowie die Fenster sind von 1441. Das Erdgeschoss hatte ursprünglich eine dreischiffige Halle, die 1540 durch den Einbau einer Bohlenstube an der Süd-West-Ecke mit marktseitigem Erker verändert wurde. Von der Halle sind zwei Unterzüge auf je einer Stütze erhalten. 1910 wurde mit dem Einbau des Treppenhauses starke Eingriffe in den ursprünglichen Innenraum vorgenommen. Ferner wurde der westliche Erker abgerissen. Im Obergeschoss sind noch Reste einer zweiten Bohlenstube von 1501 zu sehen, die ursprünglich als Ratsstube diente.